# Casa Osservatorio
La Casa Osservatorio (in inglese Observatory House) fu un osservatorio astronomico situato a Slough, in Inghilterra; fu costruito, gestito e utilizzato dall'astronomo William Herschel e da sua sorella Caroline. Era la sede del famoso 40-foot telescope.
L'edificio era situato in Windsor Road, nei cui pressi si trovava anche un piccolo cottage in cui Herschel si trasferì il 3 aprile 1786; qui nacque suo figlio John e qui morì l'astronomo il 25 agosto 1822.
L'osservatorio fu poi smantellato per volere di John nel 1840; del telescopio restano solamente lo specchio originale e una sezione da 3 metri del tubo. Al suo posto oggi si trova un monumento in quella che è stata ribattezzata Herschel Street, molto vicino alla posizione originaria del telescopio.
Il telescopio era anche rappresentato nello stemma araldico di Herschel.

## Il telescopio

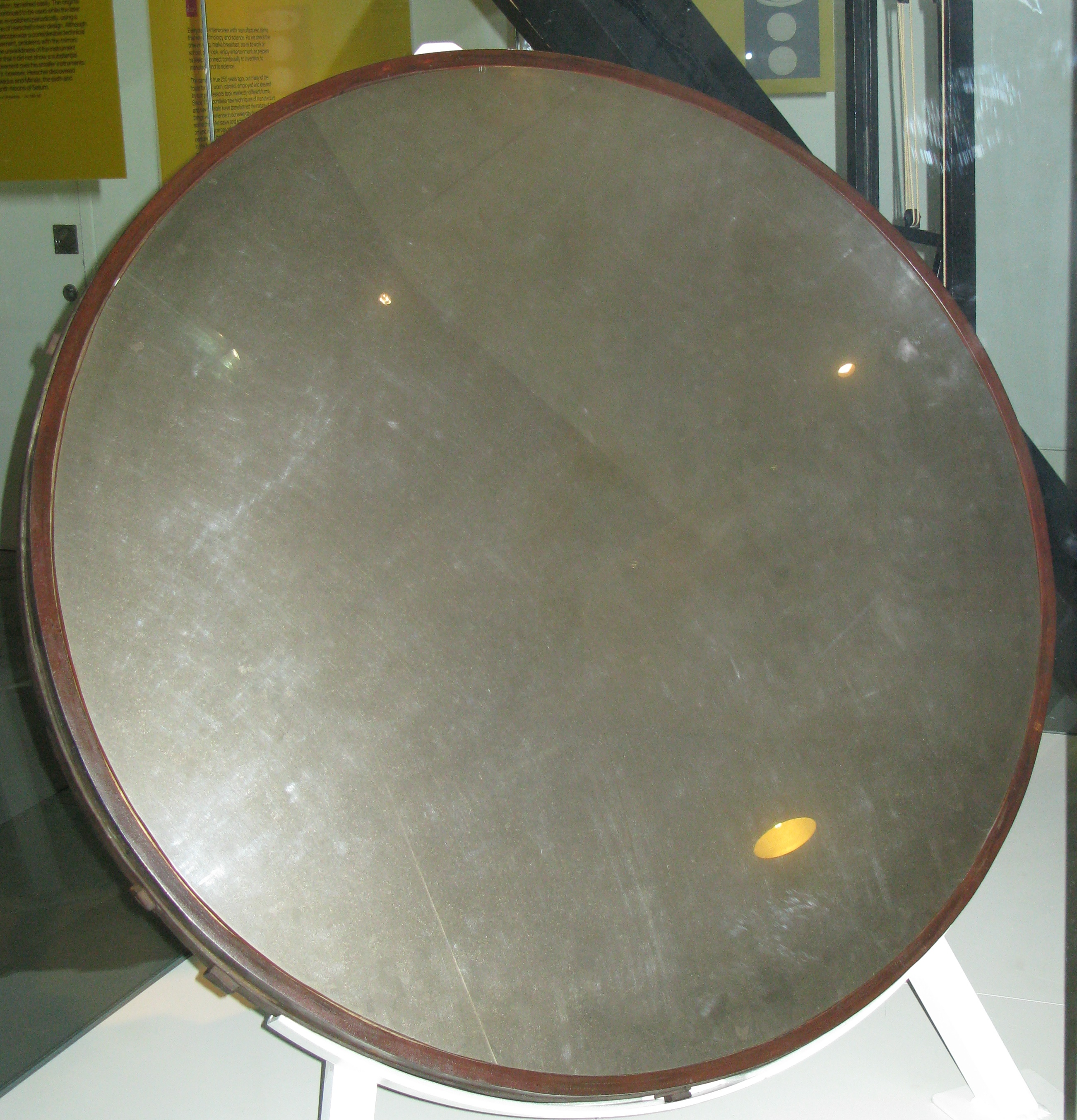
Lo specchio originale del telescopio

Il 40-foot telescope, noto anche come Great Forty-Foot telescope, fu costruito tra il 1785 e il 1789 grazie allo stanziamento di 4 000 sterline da parte di re Giorgio III. Si trattava di un telescopio riflettore costituito da un tubo di ferro, della lunghezza di 12 m, alla base del quale era assemblato uno specchio concavo da 120 cm di diametro; il rapporto focale risultava così di f/10.
La prima osservazione col telescopio fu condotta nel 1787, quando il telescopio, ancora in costruzione, fu puntato verso la Nebulosa di Orione. Lo strumento permise di scoprire Encelado e Mimas, satelliti naturali di Saturno. Tuttavia, nonostante le eccezionali dimensioni, il telescopio non portò dei sostanziali miglioramenti nelle osservazioni rispetto ai telescopi più modesti sino ad allora utilizzati; l'ultima osservazione con lo strumento fu condotta nel 1815.
Per 50 anni fu il telescopio più grande del mondo, sino al suo smantellamento nel 1840 da parte del figlio di William Herschel, John Herschel, di ritorno dalla sua campagna osservativa in Sudafrica; durante la fase di smontaggio fu tenuta una piccola cerimonia per commemorare l'avvenimento.
Il telescopio di Herschel fu superato in dimensioni nel 1845 dal grande riflettore da 1,8 m di diametro costruito da William Parsons.